# میخک (مجموعه تلویزیونی)
میخک (انگلیسی: Carnation) یک سریال درام تلویزیونی ژاپنی است که بر اساس زندگی آیاکو کوشینو طراح لباس و مد و مادر طراحان بین‌المللی معروف هیراکو، جان و میچی کوشینو ساخته شده است.

## داستان
«ایتوکو اوهارا» دختری است که به خیاطی و مخصوصاً ماشین خیاطی علاقه‌مند است و دنبال شغل می‌گردد. وی به طور اتفاقی یک ماشین خیاطی را در یک کارگاه خیاطی می‌بیند و طی اتفاقاتی در آنجا مشغول کار شده و ...

## بازیگران
- ماچیکو اونو در نقش ایتوکو اوهارا، قهرمان داستان برگرفته از شخصیت آیاکو کوشینو
- ماری ناتسوکی در نقش سن پیری ایتوکو اوهارا
- اکاری نینومیا در نقش بچگی ایتوکو اوهارا و بچگی نائوکو اوهارا
- کائورو کوبایاشی در نقش زنساکو اوهارا، پدرش
- یومی آسو در نقش چیو اوهارا، مادرش
- آکیرا تاکارادا در نقش سیزابورو ماتسوزاکا، پدربزرگش، (پدر چیو)
- یوکیو توآکه در نقش ساداکو ماتسوزاکا، مادربزرگش، (مادر چیو)
- تروئه شجی در نقش هارو اوهارا، مادربزرگ دیگرش، (مادر زنساکو)
- میو یاگیو در نقش شیزوکو اوهارا، خواهر کوچکترش
- تارو سوروگا در نقش ماسارو کاواموتو، شوهرش
- چیهارو نیاما در نقش یوکو اوهارا، بزرگترین دخترش
- فوجیکو کوجیما در نقش ریکا اوهارا، دختر یوکو
- آسامی کاواساکی در نقش نائوکو اوهارا، دومین دختر ایتوکو
- میساکو یاسودا در نقش ساتوکو اوهارا، سومین دختر ایتوکو
- چیاکی کوری یاما در نقش ناتسو یوشیدا، دوست دوران کودکی ایتوکو